# Tosawi
Tosawi, ou Toshaway ou Toshua, (en français : « Broche d'argent », 1805/1810 - 1875/1880) était un chef des Comanches Penateka dans les années 1850 à 1870. 
Avec d'autres chefs, il lança de nombreux raids contre les colons du sud-ouest des États-Unis dans les années 1860. Lorsqu'en 1867, l'US Army lança une campagne de représailles, Tosawi fut l'un des premiers chefs comanches à se rendre aux forces américaines à Fort Cobb, dans le Territoire indien. Lorsqu'il s'est présenté au général Philip Sheridan, il lui déclara dans un anglais approximatif : « Tosawi, bon Indien » (« Tosawi, good indian »), Sheridan a répliqué en disant : « Les seuls bons indiens que j'aie jamais vus étaient morts » (« The only good Indians I ever saw were dead. »). Tosawi ainsi que d'autres chefs amérindiens séjournèrent à Washington, en 1872, afin d'y négocier un traité de paix. Quelques photographies de Tosawi sont aujourd'hui disponibles grâce à la collection de George A. Addison.